# 白岩蘭奈
白岩 蘭奈（しらいわ らんな、1996年9月21日 - ）は、日本の女子バレーボール選手。

## 来歴

### 誕生〜少年期
宮城県仙台市出身。一人っ子。両親のママさんバレーに参加していたことをきっかけにバレーボールを始めた。名前である「蘭奈（らんな）」の由来は「Runner（ランナー）」から。両親が元実業団の長距離走選手だったためこの名が付けられた。
小学生時代には父から指導を受け年に1〜2回は地元のマラソン大会に出場していた。
中学生時代に部活動で始めたバレーボールに夢中になる。その後に将来の進路を考えたとき、親から学んだマラソンとバレーボールのどちらを選ぶべきか迷ったが、高校進学時に母から「やりたい方を選んだらいいよ」とアドバイスを受けバレーボールを選択した。
高校時代は宮城県利府高等学校に進学してバレー部に所属するも、同県内の強豪校の古川学園高等学校に勝てず、全国大会出場は叶わなかった。

### 新潟医療福祉大学 時代
2015年、新潟医療福祉大学に入学。
同学の女子バレーボール部では1年生の頃から試合に出場し、4年生の頃にはチームの副キャプテンを務めていた。3年生のときに出場したインカレで初戦敗退を喫し一時期はバレーボールを辞めることも考えたという。

### KUROBEアクアフェアリーズ 時代
2018年11月21日、新潟医療福祉大学史上初のVリーグ選手としてKUROBEアクアフェアリーズへ入団。同期入団は星加輝、梅津憂理、細沼綾。
2019年2月9日、内定選手として久光製薬スプリングス戦にリリーフサーバーとして出場しV1リーグデビューを果たす。最初のプレーではサービスエースを記録した。このシーズンには10試合に出場するも、得意としていたジャンプサーブが思うように通じず、もどかしい思いをしたことを新聞のインタビューで語った。
2020年6月12日、KUROBEアクアフェアリーズからの退団が発表された。

### フォレストリーヴズ熊本 時代
2020年7月23日、Vリーグオフィシャルサイトのチームプロフィールおよび選手プロフィールが掲載され、V2のフォレストリーヴズ熊本の選手として掲載された。
2020年7月29日、Vリーグ移籍公示選手リストにてフォレストリーヴズ熊本への正式入団が公表された。
2021年、移籍1年目となる2020-21シーズンの開幕当初はオポジットとして起用されていたが、シーズン途中からはアウトサイドヒッターとしても出場。
2021-22シーズン終了をもって熊本を退団し、群馬銀行グリーンウイングス（現・群馬グリーンウイングス）に移籍した。
2025年4月、2024-25シーズン限りでの現役引退とチームスタッフ就任が発表された。5月9日に引退選手として公示。7月にマーケティング担当に就任。

## 選手としての特徴
本人は「身長は低い方だと思うが、ジャンプ力と高さを生かしたプレーが武器だと思っている」と語っている。

## 人物・エピソード
- KUROBEアクアフェアリーズ在籍時はYKK株式会社に所属していた。

## 所属チーム
- 仙台市立岩切小学校[2]
- 仙台市立岩切中学校[2]
- 宮城県利府高等学校[3]
- 新潟医療福祉大学 #12→#7→#2[3]
- KUROBEアクアフェアリーズ #17（2018-2020年）
- フォレストリーヴズ熊本 #15（2020-2022年）
- 群馬銀行グリーンウイングス/群馬グリーンウイングス #10（2022-2025年）

## 球歴
- 2016年 - 第47回春季北信越大学選手権 優勝[21]
- 2017年 - 第48回春季北信越大学選手権 優勝[22]
- 2017年 - 第65回秋季北信越大学選手権 優勝[23]
- 2018年 - 第49回春季北信越大学選手権 優勝[7]
- 2018年 - 第66回秋季北信越大学選手権 優勝[24]

## 受賞歴
- 2016年 第47回 春季北信越大学選手権：優秀選手賞[21]
- 2017年 第48回 春季北信越大学選手権：優秀選手賞[22]
- 2017年 第65回 秋季北信越大学選手権：優秀選手賞[23]
- 2018年 第49回 春季北信越大学選手権：優秀選手賞 / スパイク賞 / サーブ賞 / ベストスコアラー[25]
- 2018年 第66回 秋季北信越大学選手権：最優秀選手賞 / ベスト6[26]
- 2019年 2019V・サマーリーグ東部大会：フレッシュスター賞（V1）[27][28]

## 個人成績
V.LEAGUEの個人成績は下記の通り。
| 大会        | チーム      | 出場     | 出場        | アタック | アタック | アタック | アタック | バックアタック | バックアタック | バックアタック | バックアタック | アタック 決定本数 | ブロック | ブロック       | サーブ | サーブ         | サーブ   | サーブ | サーブ | サーブ   | サーブレシーブ | サーブレシーブ | サーブレシーブ | サーブレシーブ | 総得点      | 総得点      | 総得点   | 総得点      |
| ----------- | ----------- | -------- | ----------- | -------- | -------- | -------- | -------- | -------------- | -------------- | -------------- | -------------- | ----------------- | -------- | -------------- | ------ | -------------- | -------- | ------ | ------ | -------- | -------------- | -------------- | -------------- | -------------- | ----------- | ----------- | -------- | ----------- |
| 大会        | チーム      | 試 合 数 | セ ッ ト 数 | 打 数    | 得 点    | 失 点    | 決 定 率 | 打 数          | 得 点          | 失 点          | 決 定 率       | セ ッ ト 平 均    | 得 点    | セ ッ ト 平 均 | 打 数  | ノ 丨 タ ッ チ | エ 丨 ス | 失 点  | 効 果  | 効 果 率 | 受 数          | 成 功 ・ 優    | 成 功 ・ 良    | 成 功 率       | ア タ ッ ク | ブ ロ ッ ク | サ 丨 ブ | 得 点 合 計 |
| V2 2020-21  | 熊本        | 11       | 36          | 436      | 116      | 31       | 26.6     | 15             | 2              | 2              | 13.3           | 3.22              | 3        | 0.08           | 125    | 2              | 4        | 15     | 26     | 7.0      | 372            | 144            | 78             | 49.2           | 116         | 3           | 6        | 125         |
| V1 2019-20  | KUROBE      | 12       | 16          | 86       | 26       | 7        | 30.2     | 0              | 0              | 0              | -              | 1.62              | 1        | 0.06           | 30     | 0              | 0        | 7      | 7      | 0.0      | 88             | 36             | 16             | 50.0           | 26          | 1           | 0        | 27          |
| V1 2018-19  | KUROBE      | 10       | 20          | 25       | 6        | 2        | 24.0     | 0              | 0              | 0              | -              | 0.30              | 0        | -              | 26     | 0              | 1        | 7      | 4      | 1.0      | 24             | 6              | 8              | 41.7           | 6           | 0           | 1        | 7           |
| 通算：3大会 | 通算：3大会 | 33       | 72          | 547      | 148      | 40       | 27.1     | 15             | 2              | 2              | 13.3           | 2.06              | 4        | 0.06           | 181    | 2              | 5        | 29     | 37     | 5.0      | 484            | 186            | 102            | 49.0           | 148         | 4           | 7        | 159         |

## 出演

### YouTube
- 週刊激スポ!!『KUROBEアクアフェアリーズ 白岩蘭奈選手インタビュー』（2019年08月01日）
- KUROBEアクアフェアリーズ『「PPAP-2020-」KUROBEアクアフェアリーズ編』（2020年5月11日）
- V.LEAGUE Official Channel『生まれ変わったらなりたいVリーガー #KUROBEアクアフェアリーズ #白岩蘭奈選手』（2020年5月11日）

 とやまスポーツ応援バラエティリー!リー!リー! 
- 美女アスリート軍団 KUROBEアクアフェアリーズ初登場！（2019年06月19日）
- アクアフェアリーズ初観戦Part2！！ドキドキの記者会見！まーし赤面で大ピンチ！？（2020年01月29日）

 新潟医療福祉大学女子バレーボール部 
- 2018全日本インカレモチベーションビデオ（2018年11月26日）
- 2017全日本インカレに向けて（2017年11月17日）
- 4送会movie（2017年2月27日）
- 2016全日本インカレモチベーションビデオ（2016年11月28日）

### Twitter
- フォレストリーヴズ熊本『川口選手と白岩選手からメッセージがあります！』（2021年5月24日）

### ラジオ
FM76.1 MHz ラジオ・ミュー『AQUA BEAR』 
- 2019年05月16日 放送分
- 2019年07月04日 放送分
- 2019年09月05日 放送分
- 2019年11月07日 放送分
- 2019年12月05日 放送分
- 2020年03月05日 放送分
- 2020年05月21日 放送分